# Sant'Ambrogio di Torino
Sant'Ambrogio di Torino (Sant Ambreus in piemontese) è un comune italiano di 4 506 abitanti della città metropolitana di Torino in Piemonte.
È situato all'imbocco della val di Susa, lungo il corso della Dora Riparia, ai piedi della Sacra di San Michele, ed appartiene alla Diocesi di Susa.
La festa patronale dedicata a san Giovanni Vincenzo, eremita e fondatore della Sacra, si celebra durante la domenica più vicina al 21 novembre. Compatrono della Comunità è sant'Ambrogio.

## Geografia fisica

### Territorio
Il centro urbano di Sant'Ambrogio è dislocato nella bassa Valle di Susa, sulla destra orografica della Dora Riparia ed ai piedi del Monte Pirchiriano. 
Oltre al nucleo urbano centrale, sono presenti sul territorio due frazioni principali: San Pietro e Bertassi ed altri 5 nuclei abitativi decentrati: Cascina Bertini, Cascina Dosio, Cascina Gariglio, Cascina Pogolotti e Cascina Verdina.
L'idrografia del territorio è caratterizzata dalla presenza della Dora Riparia. La rete idrica è completata da alcuni corsi d'acqua minori, come il Rio San Michele (da San Pietro a Sant'Ambrogio), il Rio Fico, la Bealera di Rivoli (canale realizzato nel 1310), un altro più antico canale in passato noto come Canale della Marchesa Adelaide scavato tra il 1073 ed il 1091 e successivamente nel XIV secolo rinominato come Canale Cantarana, e il Canale Naviglio.

### Clima
Tabella dell'andamento climatico a Sant'Ambrogio di Torino nel corso dell'anno.
| SANT'AMBROGIO DI TORINO | Mesi | Mesi | Mesi | Mesi | Mesi | Mesi | Mesi | Mesi | Mesi | Mesi | Mesi | Mesi | Stagioni | Stagioni | Stagioni | Stagioni | Anno |
| SANT'AMBROGIO DI TORINO | Gen  | Feb  | Mar  | Apr  | Mag  | Giu  | Lug  | Ago  | Set  | Ott  | Nov  | Dic  | Inv      | Pri      | Est      | Aut      | Anno |
| ----------------------- | ---- | ---- | ---- | ---- | ---- | ---- | ---- | ---- | ---- | ---- | ---- | ---- | -------- | -------- | -------- | -------- | ---- |
| T. media (°C)           | 1,6  | 3,6  | 7,7  | 11,6 | 16,0 | 19,5 | 22,0 | 21,1 | 18,0 | 12,5 | 6,8  | 2,9  | 2,7      | 11,8     | 20,9     | 12,4     | 11,9 |
| Precipitazioni (mm)     | 39   | 50   | 64   | 55   | 84   | 97   | 87   | 54   | 69   | 79   | 73   | 47   | 136      | 203      | 238      | 221      | 798  |

## Storia
Sant'Ambrogio è un borgo di antiche origini posto al confine tra le terre dei Burgundi e dei Longobardi, che assunse notevole importanza dal punto di vista strategico a partire dal VI secolo divenendo parte del territorio della Langobardia Maior.
Nell'anno 773, fu teatro dell'epico scontro che contrappose le truppe dei Franchi comandate da Carlo Magno all'esercito longobardo di Adelchi (principe), figlio dell'ultimo rex Langobardorum, Desiderio (re) che già allora in zona avevano avviato il culto micaelico presso i Longobardi nell'estremo nord-ovest del Regno Longobardo. Sant'Ambrogio rappresentava l'avanposto militare di confine delle terre dei Longobardi, ed a seguito della battaglia delle chiuse longobarde divenne parte dell'Impero Carolingio. Ogni anno, a partire dal 2010, l'ultimo sabato di giugno si tiene a Sant'Ambrogio la rievocazione storica de "la Battaglia delle Chiuse".
Il paese assunse il nome di sant'Ambrogio probabilmente nel VI secolo con l'arrivo dei Longobardi a lui devoti, che in zona avevano costituito l'ultimo presidio al confine con il Regno dei Franchi. nel IX e X secolo la Valle fu teatro delle scorrerie e dei saccheggi dei Saraceni, che furono cacciati ad opera di Arduino il Glabro nel 941 che fondò la Marca di Torino. Sant'Ambrogio è ancora citato in documenti dell'anno 1000, e venne donato dapprima alla appena fondata abbazia benedettina della sacra di San Michele nel 1007 dal Vescovo di Torino Gezone, e poi all'abbazia di San Giusto di Susa nel 1029, donazione confermata nel 1147 da Amedeo III di Savoia parte della Contea di Savoia. Successivamente, il 29 aprile 1162, l'imperatore Federico Barbarossa concede in investitura all'abate Stefano della Sacra, il territorio di Sant'Ambrogio, che tornò dunque sotto la giurisdizione della sacra di San Michele. Nel 1164 l'Imperatore fece trasferire da Rainaldo di Dassel le spoglie dei Re Magi da Milano a Colonia facendole transitare dalla Valle di Susa. Un altro passaggio importante si ebbe due secoli dopo, nel 1578 per il trasferimento della Sindone da Chambéry a Torino. Nel XIII secolo lo sviluppo del borgo sembrava proseguire senza sosta, fino al 19 maggio 1363 quando le truppe mercenarie inglesi, capitanate da Filippo II di Savoia-Acaia col sostegno dell'abate Pietro III di Fongeret distrussero il palazzo abbaziale di Sant'Ambrogio e ne saccheggiarono il borgo.
Con l'arrivo dei Savoia nel XVI secolo e l'appartenenza al Ducato di Savoia seguì un periodo di ricostruzione per il palazzo abbaziale di Sant'Ambrogio ed il borgo che, di proprietà della Sacra, venne ricostruito per poi essere nuovamente lesionato il 9 e 10 luglio 1630 nel corso dell'assedio di Sant'Ambrogio durante un'altra epica battaglia nella piana dove sorge la Borgata Bertassi tra Sant'Ambrogio ed Avigliana tra l'esercito piemontese e l'esercito francese, che vedeva contrapposti Carlo Emanuele I di Savoia e le truppe del Re di Francia Luigi XIII comandate dal duca Enrico II di Montmorency. Nel XVII secolo il borgo continuò ad essere di dominio sabaudo, e venne nuovamente occupato e semidistrutto ancora dai francesi durante l'assedio di Torino del 1706. 
Nel 1798 Sant'Ambrogio, come tutta la valle di Susa passò sotto il dominio napoleonico fino al 1814.
A partire dal 1859 e fino al 1926 territorialmente faceva parte del Mandamento di Avigliana nell'ambito del Circondario di Susa. Il 21 dicembre 1862 con regio decreto di re Vittorio Emanuele II assunse il nome di "Sant'Ambrogio di Torino".
A partire dal 1871, fino al 1953, l'economia del paese è stata beneficiata dall'attività del Maglificio Fratelli Bosio.

## Monumenti, edifici storici ed infrastrutture

### Edifici e monumenti civili

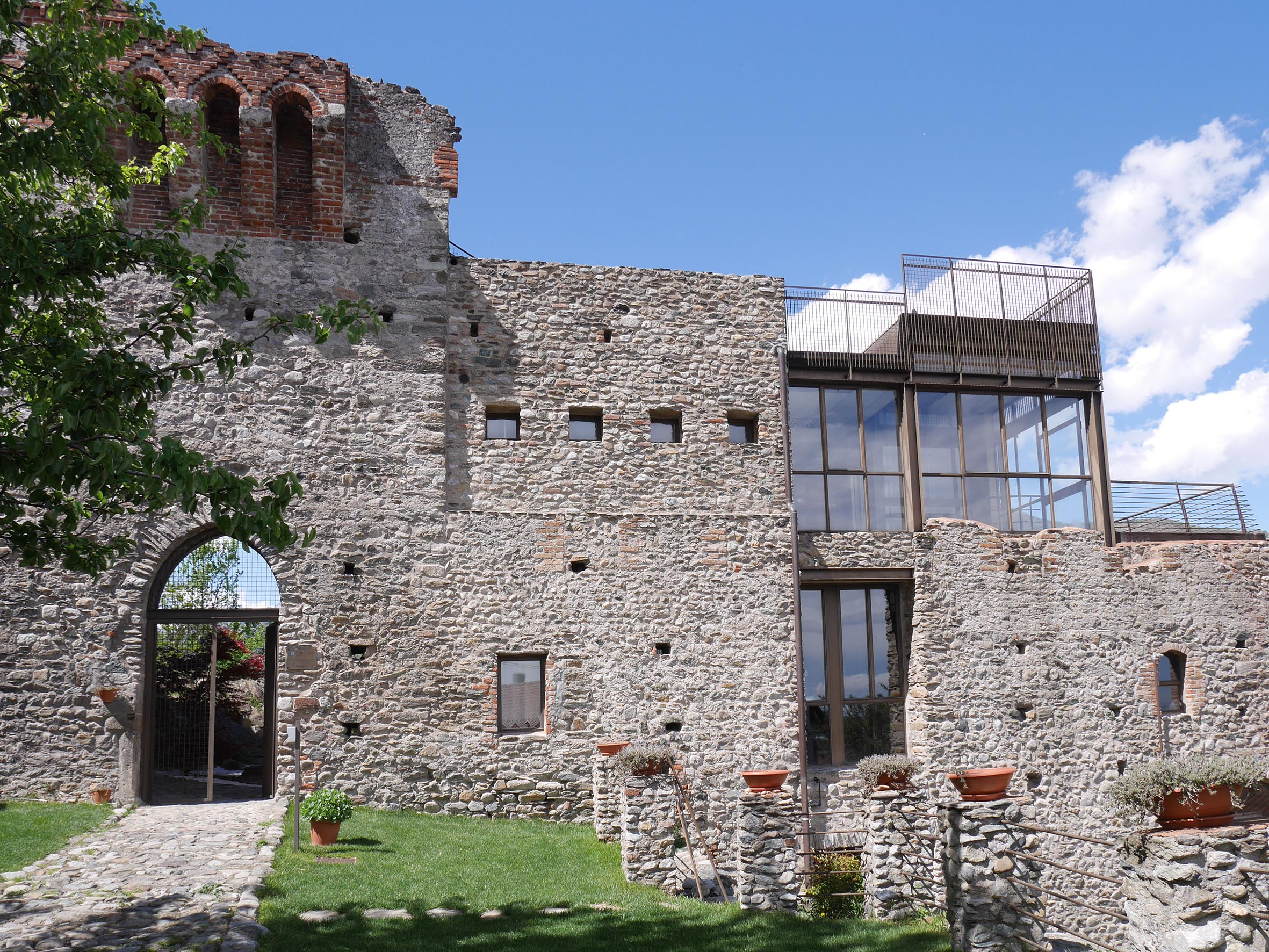
Ingresso al Palazzo Abbaziale (1176) restaurato nell'anno 2002.

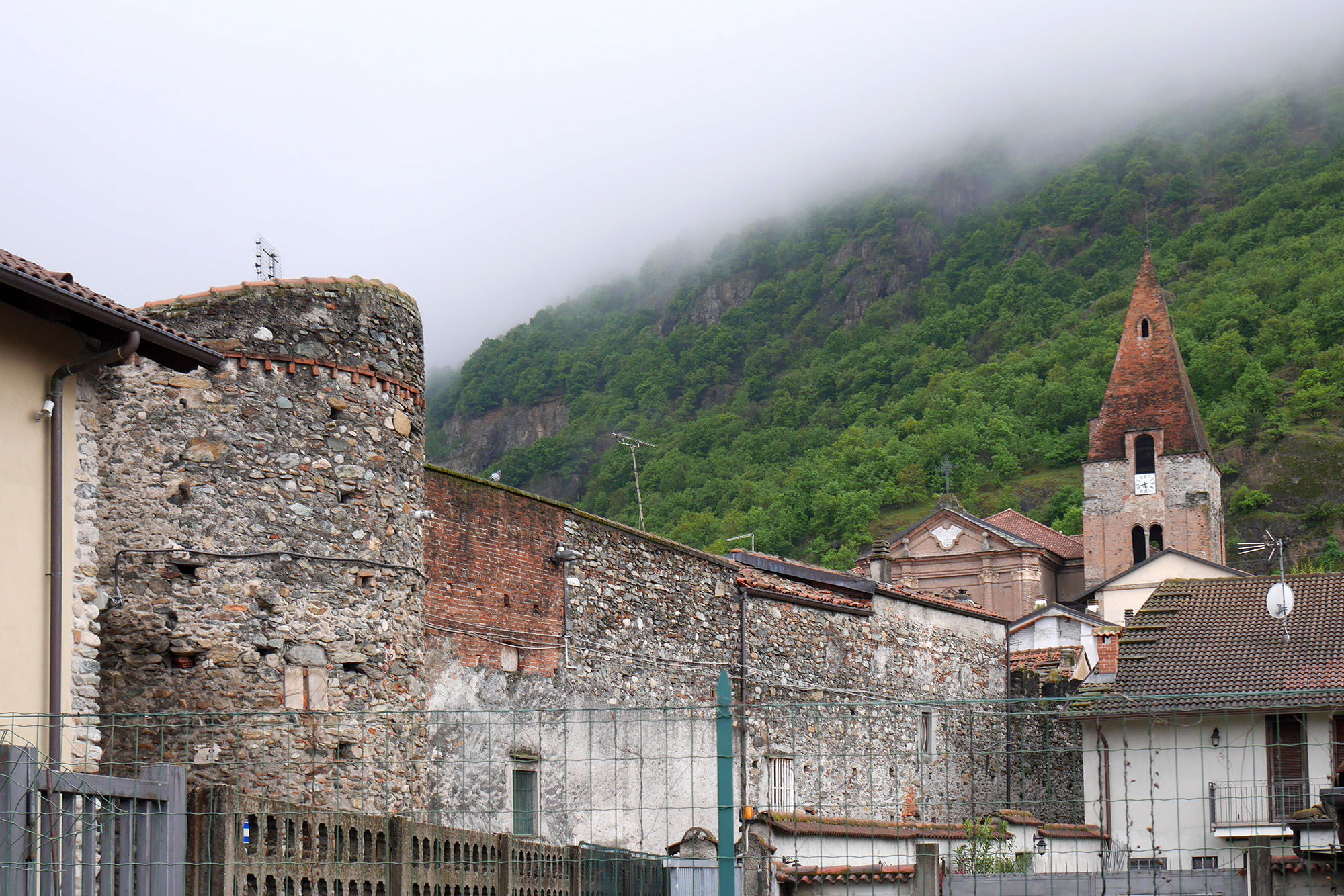
Parte della cinta muraria medievale (XIII secolo) con sullo sfondo la chiesa di San Giovanni Vincenzo (1763)

- Palazzo abbaziale di Sant'Ambrogio, di origine medievale (1176)
- cinta muraria a struttura quadrangolare, iniziata nel secolo XI e completata nel 1350[16].
- Palazzo del Feudo di Sant'Ambrogio, edificato nel XIII secolo, venne ampliato nel Settecento.
- Palazzo Comunale di Sant'Ambrogio di Torino (1871) situato nella piazza XXV Aprile,
- Maglificio Fratelli Bosio complesso industriale costruito nel 1871)
- il Teatro Antiche Mura (XIX secolo).

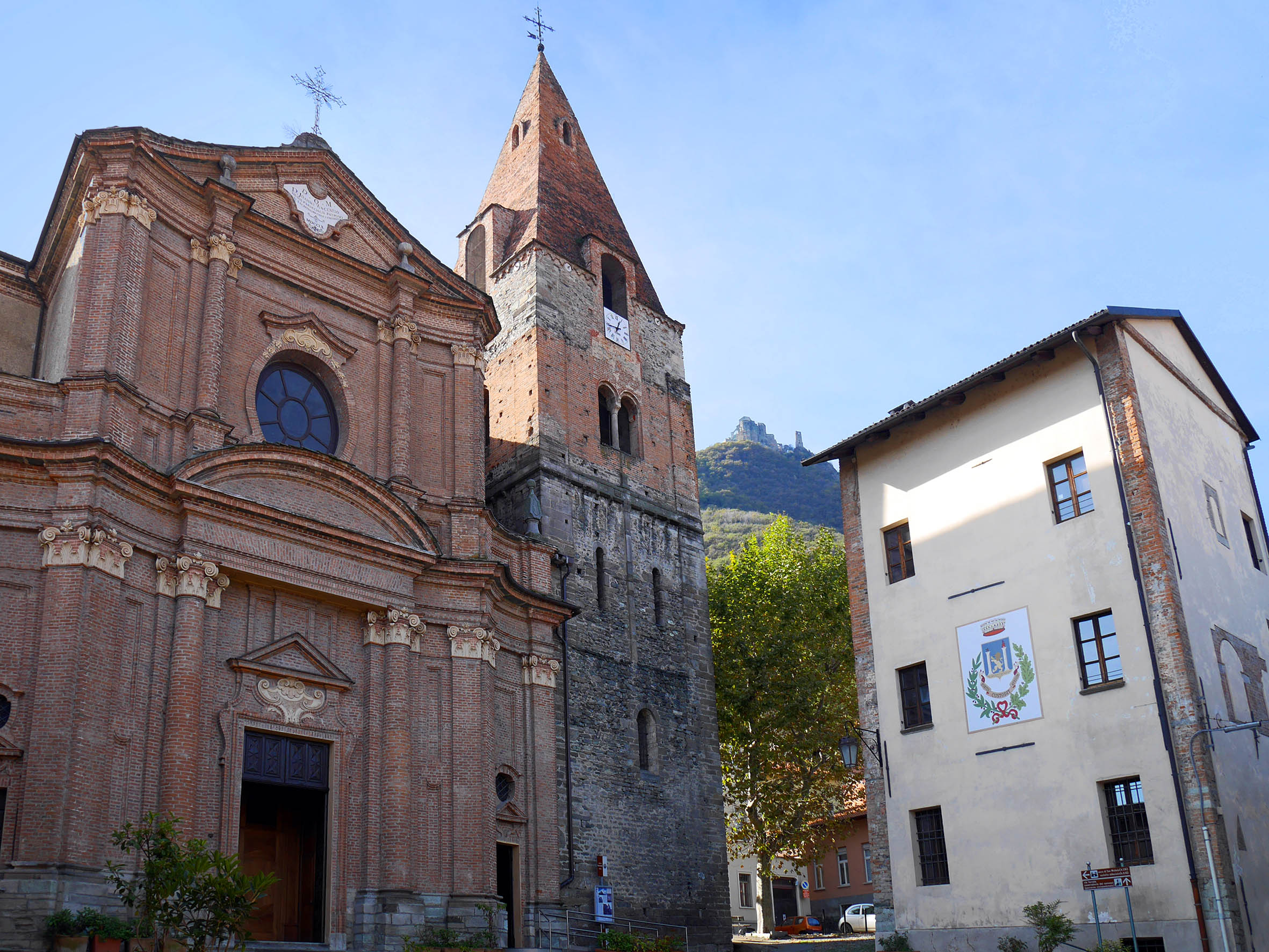
Chiesa parrocchiale di San Giovanni Vincenzo, campanile romanico e Torre comunale.

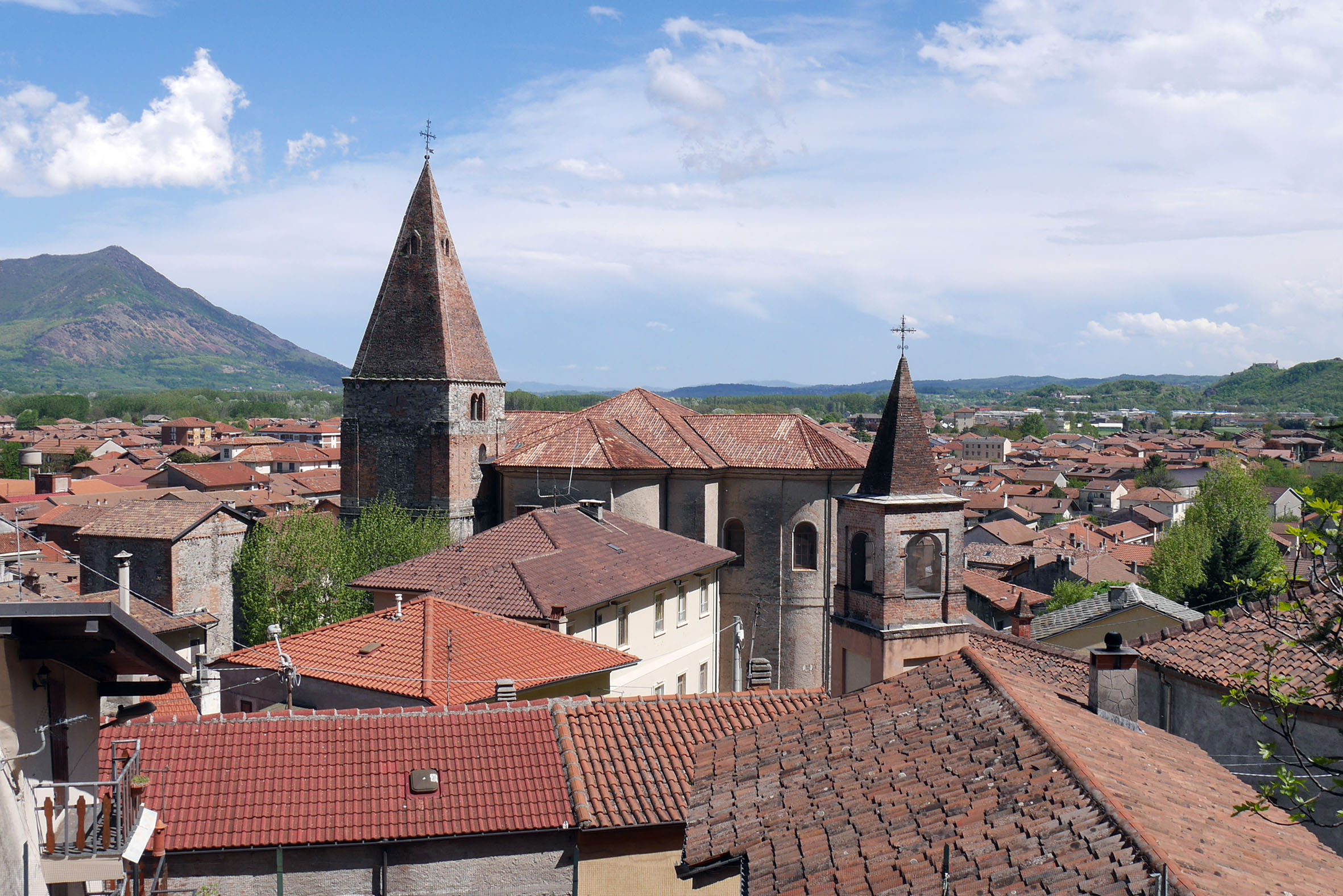
Sant'Ambrogio vista dall'accesso dell'Antica Mulattiera nei pressi del Palazzo Abbaziale.

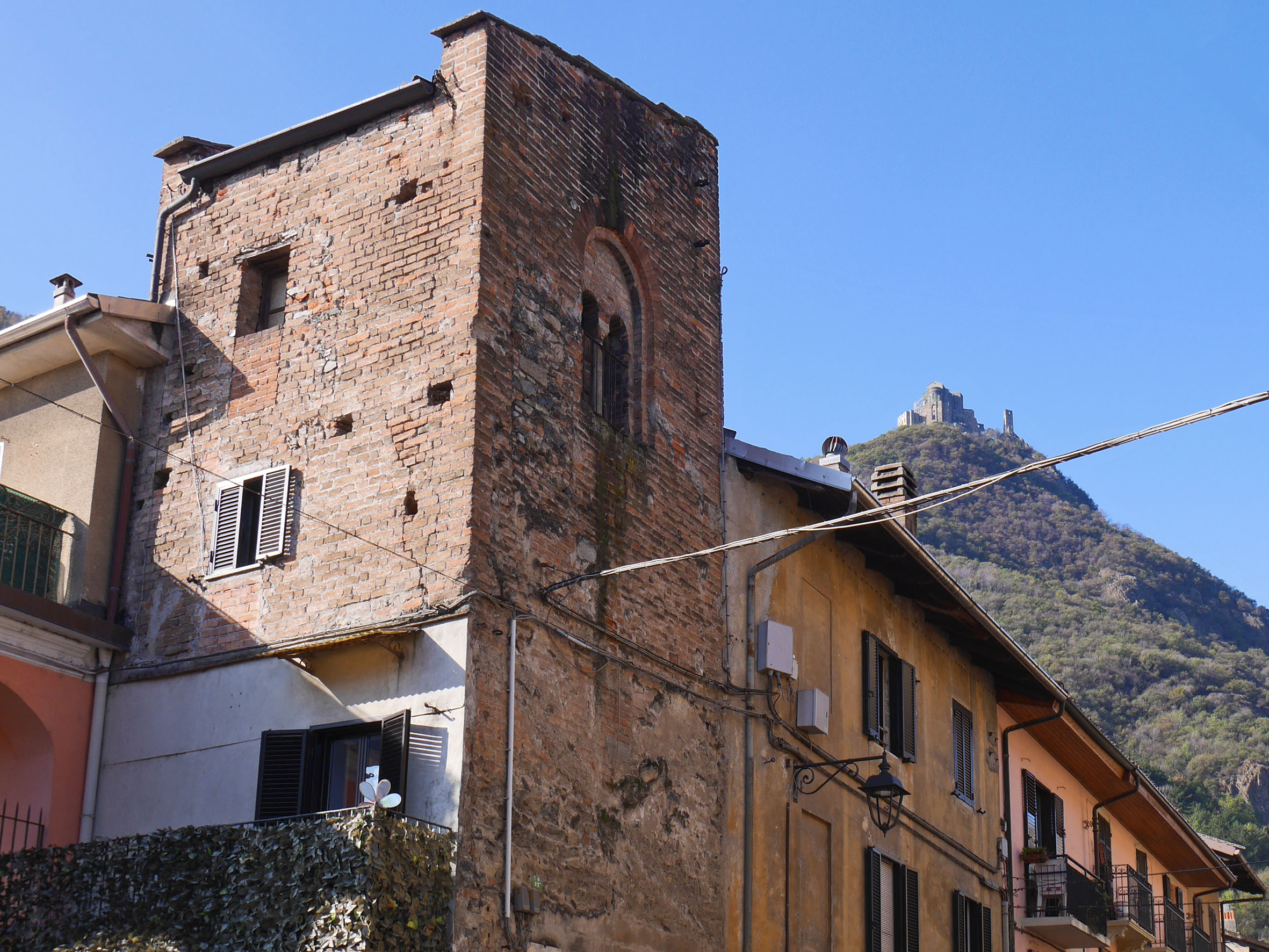
Torre della Dogana di Sant'Ambrogio

Fontana del Paschè (1751) in una immagine di inizio '900.

### Edifici e monumenti religiosi
Numerose sono le architetture religiose presenti nel territorio comunale: 
- Sacra di San Michele, millenaria abbazia edificata nel periodo tra l'anno 983 e l'anno 987.
- Santuario di Nostra Signora di Fátima, in Borgata San Pietro poco al di sotto della Sacra, edificato nel 1715 come chiesa dedicata a sant'Anna e divenuto nel 1943 il primo santuario italiano dedicato alla Madonna di Fátima;
- Chiesa della Beata Vergine delle Grazie, del 1720.
- chiesa di San Giovanni Vincenzo, realizzata nel 1763 dall'architetto Bernardo Vittone;
- chiesa di san Rocco, risalente al XVII secolo e ora sede del "Centro culturale San Rocco",

Si conservano ancora i ruderi dell'antica chiesa di San Pietro, risalenti all'XI secolo e situati in Borgata San Pietro, mentre del XIII secolo era un'antica chiesa romanica, della quale è ancora visibile il tracciato sulla piazza IV Novembre.
Lungo la mulattiera per San Pietro è collocata una Via crucis in quattordici stazioni, realizzate nel 1943, mentre la quindicesima, situata all'imbocco dell'abitato di San Pietro è stata collocata nell'Anno Santo 2000.
Nella campagna e nelle vie di Sant'Ambrogio si trova spesso un pilone votivo di devozione popolare dedicato ad un Santo o alla Madonna. Queste edicole votive risalgono per la maggior parte al XIX secolo ed alcune sono dei secoli precedenti.

### Torri
Nel paese vi sono alcune torri di epoca medievale:
- Torre campanaria di Sant'Ambrogio (XI secolo) alta 37 Metri;
- Torre comunale di Sant'Ambrogio (XIII secolo) alta 15 metri;
- Torre della cinta muraria di Sant'Ambrogio (XIV secolo) alta 10 metri;
- Torre della Dogana di Sant'Ambrogio (XIII secolo) alta 11 metri;
- Torre del Palazzo del Feudo di Sant'Ambrogio (XIII secolo) alta 19 metri.

Inserita nel complesso della sacra di San Michele è la Torre della Bell'Alda (XII secolo) alta circa 20 metri.
Si ricorda inoltre la Torre MFB della Manifattura Fratelli Bosio di Sant'Ambrogio, eretta nel 1924 nel complesso del Maglificio Fratelli Bosio e demolita nel 1984.

### Fontane
Il borgo è caratterizzato da diverse fontane: 
- Fontana «del Paschè» o della Dogana (1751), situata in via Umberto I;
- Fontana «della Posta» o della Rustà (1751), situata in via Umberto I;
- Fontana CAI UGET (XX secolo) alla 3ª Croce della Mulattiera Sant'Ambrogio-San Pietro,
- Fontana del Pilone Lombardi (XIX secolo) alla 10ª Croce della Mulattiera Sant'Ambrogio-San Pietro,
- Fontana del Piazzale di San Pietro (XIX secoll) in Borgata San Pietro,
- Fontana Sant'Anna (XIX secolo) in Borgata San Pietro.

Alcune presenti in passato ora sono state chiuse: 
- Fontana di Via Umberto I (XIX secolo) chiusa nel 1996,
- Fontana del Mulino (XIX secolo) abbattuta nel 1987,
- Fontana di Via Caduti per la Patria.

Altre fontane sono state aperte come la Fontana al Pilone Santa Barbara inaugurata nel 2016 o quella davanti al Palazzo Comunale inaugurata nel 2020.

### Infrastrutture
Lungo le mura settentrionali iniziate nel X secolo e completate intorno al 1350, ancora oggi esistenti con la strada denominata "Via Antiche Mura", venne scavato tra il 1073 ed il 1091 un canale detto "della Marchesa Adelaide" voluto da Adelaide di Susa, pronipote del Marchese Arduino e suocera dell'imperatore Enrico IV, che lo volle realizzare per favorire lo sviluppo agricolo ed i prodotti della terra. Il canale ancora oggi esistente, assunse in seguito la denominazione di "Canale Cantarana". Lungo il canale era esistente fin dalla costruzione un tracciato per consentire il passaggio, ma nel 1788 fu costruita la strada tra le mura ed il canale, che poi fu chiamato Via Antiche Mura.

## Cultura

### Documenti storici
L'Archivio Storico del Comune di Sant'Ambrogio di Torino conserva documenti a partire dall'anno 1553..
L'archivio della Parrocchia di San Giovanni Vincenzo inizia dall'anno 1580 quando la Parrocchia diventò autonoma dalla Sacra di San Michele. 
Dal 1810 la parrocchia di San Giovanni Vincenzo in Sant'Ambrogio di Torino, ha cura della conservazione del Breviario di San Michele della Chiusa, un testo liturgico del 1315 in due volumi che riporta il ciclo annuale delle preghiere dei monaci della Sacra di San Michele, e contenente parti di melodie cantate con notazioni tipiche di questo monastero, con forme non riscontrate in testi gregoriani di altri monasteri.
Nel 2022 sono stati installati numerosi pannelli informativi che illustrano le denominazioni storiche di zone ed edifici di Sant'Ambrogio con le denominazioni originarie in Piemontese, per ricordare gli antichi nomi con i quali erano identificate e chiamate dagli abitanti locali.

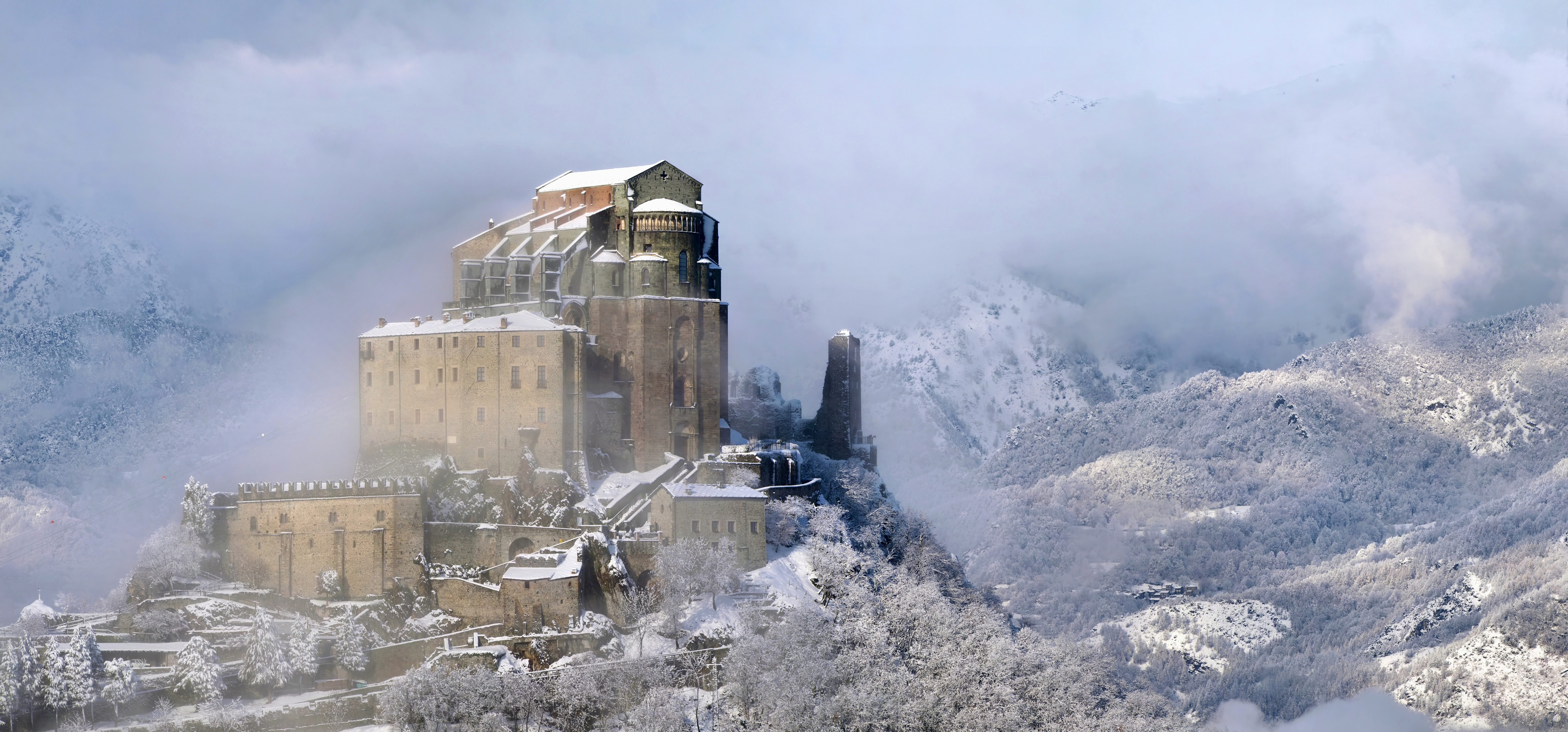
Sacra San Michele

### Miti e leggende
- Leggenda sulla fondazione della Sacra di San Michele
- Leggenda della Bell'Alda

### Cucina
- Anticamente, nel medioevo si mangiava la Pulmenta, zuppa di legumi e verdure con pane raffermo, tipico piatto per sfamare i pellegrini che transitavano sulla Via Francigena
- Siule piene e rave fricasà in piemontese, (cipolle ripiene e rape fritte) piatto tipico della festa patronale di San Giovanni Vincenzo
- Paste 'd Melia 'd Sant'Ambreus (Paste di Meliga di Sant'Ambrogio)
- Elisir dell'Abate, liquore tipico del paese.

## Società

### Evoluzione demografica
- Anno 1091: 250 abitanti
- Anno 1571: 333 abitanti
- Anno 1612: 368 abitanti
- Anno 1774: 854 abitanti
- Anno 1810: 1 055 abitanti
- Anno 1838: 1 355 abitanti

Abitanti censiti

### Etnie e minoranze straniere
Secondo i dati ISTAT al 31 dicembre 2009 la popolazione straniera residente era di 362 persone, pari al 7,48% dei residenti. Le nazionalità maggiormente rappresentate in base alla loro percentuale sul totale della popolazione residente erano:
- Romania 226 - 4,67%
- Marocco 69 - 1,43%

Altre nazionalità residenti nel comune ma con percentuali inferiori erano:
- Albania
- Ucraina
- Moldavia
- Polonia
- Egitto
- Nigeria
- Tunisia
- Costa d'Avorio
- Cina
- Armenia
- Russia

## Economia

### Aziende storiche
- Filatura Famiglia Rivo dal XVII secolo
- Filatura Famiglia Allegretti dal 1797
- Maglificio Fratelli Bosio (1872-1970)
- Imperia (macchine per pasta) fondata a Sant'Ambrogio nel 1932 e trasferita dal 2010[19]
- Itom Motocicli (1948-1975 - a Sant'Ambrogio dal 1957)
- Omegas (elettrodomestici) a Sant'Ambrogio dal 1946 al 1970
- FIR Fulda a Sant'Ambrogio dal 1965[20] al 2024.

### Aziende attuali
- AGLA Bonù a Sant'Ambrogio dal 1962.[21]
- San Carlo (azienda) a Sant'Ambrogio dal 1970.
- Mottura[22] a Sant'Ambrogio dal 1973.

## Amministrazione

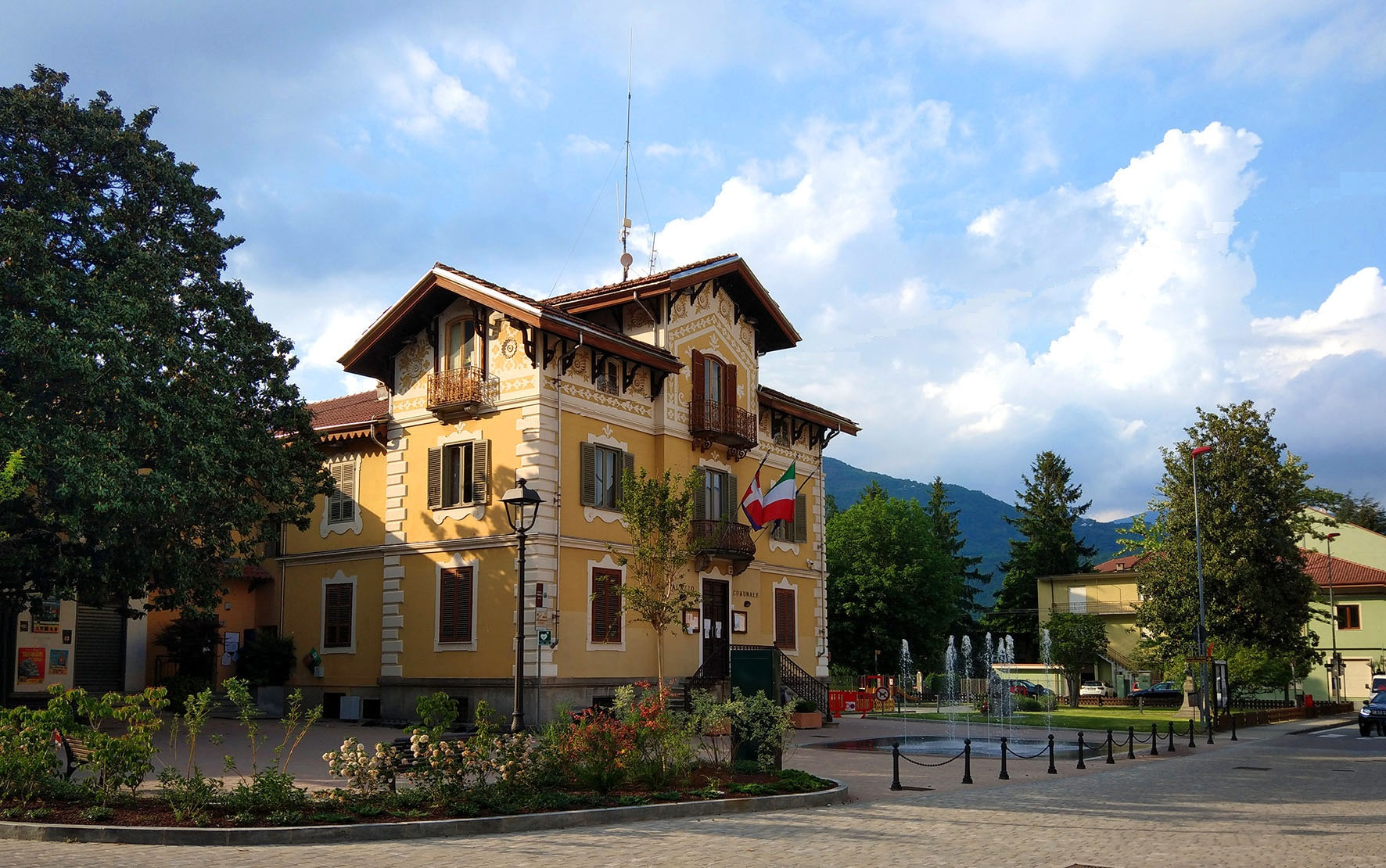
Palazzo Comunale di Sant'Ambrogio (1871)

Sindaci del Comune di Sant'Ambrogio di Torino nei secoli:
| Periodo | Periodo   | Primo cittadino                                                            | Partito                             | Carica | Note |
| ------- | --------- | -------------------------------------------------------------------------- | ----------------------------------- | --- | ---- |
| 1255    | 12xx      | Giovanni Guidone, Giovanni Presbitero, Alessandro e Aimonetto da Mirandolo |                                     | sindaci e procuratori del comune                                                                                      |      |
| 1318    | 13xx      | Antonio Borgesio                                                           |                                     | originario di Torino (era ancora Podestà nel 1327 - è sepolto alla Sacra di San Michele lungo lo "Scalone dei Morti") |      |
| 1624    | 16xx      | Bartolomeo Perodo                                                          |                                     | Sindaco come risulta dal resoconto della visita pastorale del 18.05.1624.                                             |      |
| 1709    | 17xx      | Giuseppe Rosso                                                             |                                     | Sindaco |      |
| 1724    | 17xx      | Giuseppe Bronzino e Oldrado Barbero                                        |                                     | Sindaco |      |
| 17xx    | 1742      | Giuseppe Matteo Passera                                                    |                                     | Sindaco |      |
| 1757    | 17xx      | Francesco Quenda                                                           |                                     | Sindaco |      |
| 1799    | 1799      | Alessio Cinato                                                             |                                     | Cittadino Presidente                                                                                                  |      |
| 1801    | 1803      | Giovanni Garnier                                                           |                                     | Maire |      |
| 1803    | 1806      | Alessio Cinato                                                             |                                     | Maire |      |
| 1806    | 1808      | Giovanni Gagnor                                                            |                                     | Maire |      |
| 1809    | 1814      | Vittorio Bertini                                                           |                                     | Maire |      |
| 1814    | 1815      | Giuseppe Rivo                                                              |                                     | Maire |      |
| 1815    | 1815      | Bartolomeo Ala                                                             |                                     | Maire |      |
| 1815    | 1816      | Pietro Martino                                                             |                                     | Sindaco |      |
| 1816    | 1818      | Giacinto Bogino                                                            |                                     | Sindaco |      |
| 1819    | 1824      | Vittorio Bertini                                                           |                                     | Sindaco |      |
| 1825    | 1826      | Giuseppe Rivo                                                              |                                     | Sindaco |      |
| 1827    | 1830      | Francesco Gariglio                                                         |                                     | Sindaco |      |
| 1831    | 1836      | Luigi Rivo                                                                 |                                     | Sindaco |      |
| 1837    | 1839      | Francesco Gariglio                                                         |                                     | Sindaco |      |
| 1840    | 1842      | Anselmo Pachiodo                                                           |                                     | Sindaco |      |
| 1843    | 1845      | Francesco Gariglio                                                         |                                     | Sindaco |      |
| 1846    | 1848      | Luigi Bertini                                                              |                                     | Sindaco |      |
| 1849    | 1854      | Giovan Battista Chiapparotti                                               |                                     | Sindaco |      |
| 1855    | 1857      | Valentino Allegretti                                                       |                                     | Sindaco |      |
| 1858    | 1867      | Giacomo Berto                                                              |                                     | Sindaco |      |
| 1868    | 1875      | Secondo Polto                                                              |                                     | Sindaco |      |
| 1875    | 1883      | Valentino Allegretti                                                       |                                     | Sindaco |      |
| 1884    | 1886      | Giacomo Berto                                                              |                                     | Sindaco |      |
| 1887    | 1893      | Giovanni Ottone                                                            |                                     | Sindaco |      |
| 1893    | 1895      | Augusto Pezzana -                                                          |                                     | Sindaco |      |
| 1895    | 1903      | Michele Ala                                                                |                                     | Sindaco |      |
| 1903    | 1905      | Giovanni Ottone                                                            |                                     | Sindaco |      |
| 1905    | 1920      | Antonio Marra                                                              |                                     | Sindaco |      |
| 1920    | 1924      | Giacomo Ferrero                                                            |                                     | Sindaco |      |
| 1924    | 1945      | ---                                                                        | Podestà e Commissari                | Podestà e Commissari                                                                                                  |      |
| 1946    | 1954      | Giacomo Ferrero                                                            |                                     | Sindaco |      |
| 1954    | 1960      | Vincenzo Blandino                                                          |                                     | Sindaco |      |
| 1960    | 1965      | Aldo Anselmetto                                                            |                                     | Sindaco |      |
| 1965    | 1983      | Vincenzo Blandino                                                          |                                     | Sindaco |      |
| 1983    | 1990      | Franco Lenta                                                               |                                     | Sindaco |      |
| 1990    | 1995      | Luciana Borello                                                            |                                     | Sindaco |      |
| 1995    | 2004      | Sergio Barone                                                              |                                     | Sindaco |      |
| 2004    | 2009      | Bruno Allegro                                                              |                                     | Sindaco |      |
| 2009    | 2019      | Dario Fracchia                                                             | lista civica Cittadini in Movimento | Sindaco |      |
| 2019    | 2024      | Antonella Falchero                                                         | lista civica Cittadini in Movimento | Sindaco |      |
| 2024    | in carica | Silvano Barella                                                            | lista civica Cittadini in Movimento | Sindaco |      |

### Gemellaggi
- Sant'Ambrogio di Valpolicella, dal 2003
- Sant'Ambrogio sul Garigliano, dal 2004

### Altre informazioni amministrative
Il comune fa parte dell'Unione Montana Valle Susa.

## Infrastrutture e trasporti
- Treno: Linea Internazionale Torino-Modane-Chambery, Ferrovia del Frejus, dalla Stazione di Torino Porta Nuova fermata Sant'Ambrogio
- Treno: Servizio Ferroviario Metropolitano Torino-Susa, fermata Sant'Ambrogio (Stazione Storica di Sant'Ambrogio e Sacra San Michele dal 1863)
- Auto:  Autostrada A32  Uscita Avigliana Ovest (a 1,5 km.) - Strada Europea
- Auto:  Strada Statale 25 del Moncenisio (Attraversamento Urbano)
- Auto:  Strada Statale 24 del Monginevro
- Auto:  Strada Provinciale che attraversa il territorio comunale per raggiungere la Sacra di San Michele
- Bus: autolinee della Valle di Susa

## Sport
- Arrampicata: via ferrata Carlo Giorda da Sant'Ambrogio alla Sacra di San Michele sulla vetta del Monte Pirchiriano, falesia d'arrampicata Placche di San Michele
- Ciclismo: Ciclostrada Valle di Susa e "Strade Bianche" nel territorio comunale
- Escursionismo e camminate su sentiero e percorsi Nordic walking

## Percorsi nel territorio
- Antica Mulattiera per la Sacra di San Michele: parte dal centro abitato di Sant'Ambrogio di Torino e arriva alla Sacra di San Michele (Sentiero 502).[26][27]
- Via Francigena: per il centro abitato di Sant'Ambrogio di Torino passa la Via Francigena, rami del Moncenisio e del Monginevro, dirigendosi successivamente verso Avigliana
- Cammino di San Michele: la Sacra di San Michele, nel territorio comunale, è una delle tre tappe centrali della via di pellegrinaggio europea, lunga oltre 2000 km che va da Mont Saint-Michel, in Francia, a Monte Sant’Angelo, in Puglia[28]
- Sentiero dei Franchi: dal territorio comunale, in zona Sacra di San Michele, parte il Sentiero dei Franchi
- Sentiero dei Principi: nel territorio comunale si sviluppa parte del Sentiero dei Principi

## Galleria d'immagini

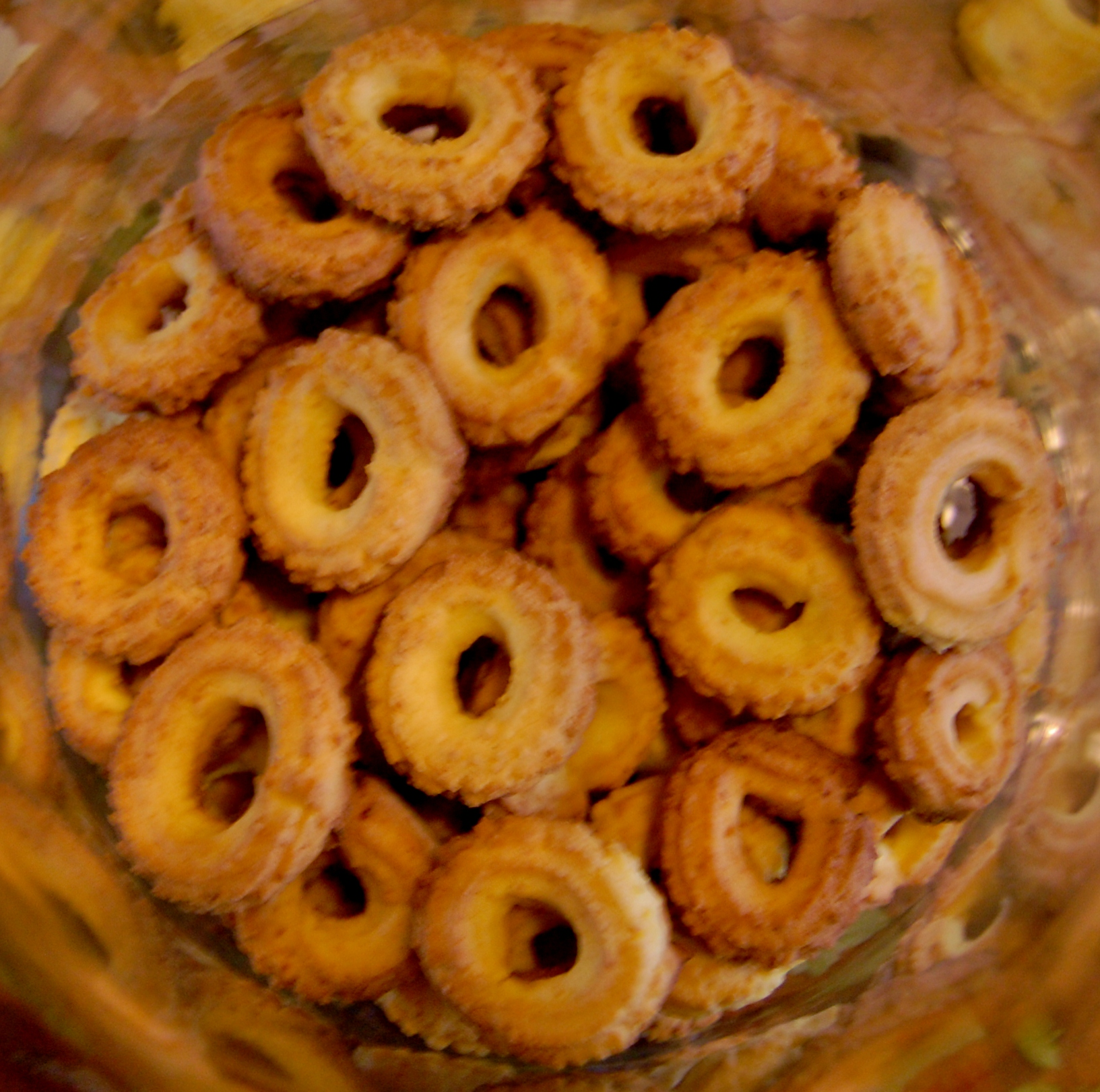
Paste 'd Melia 'd Sant'Ambreus
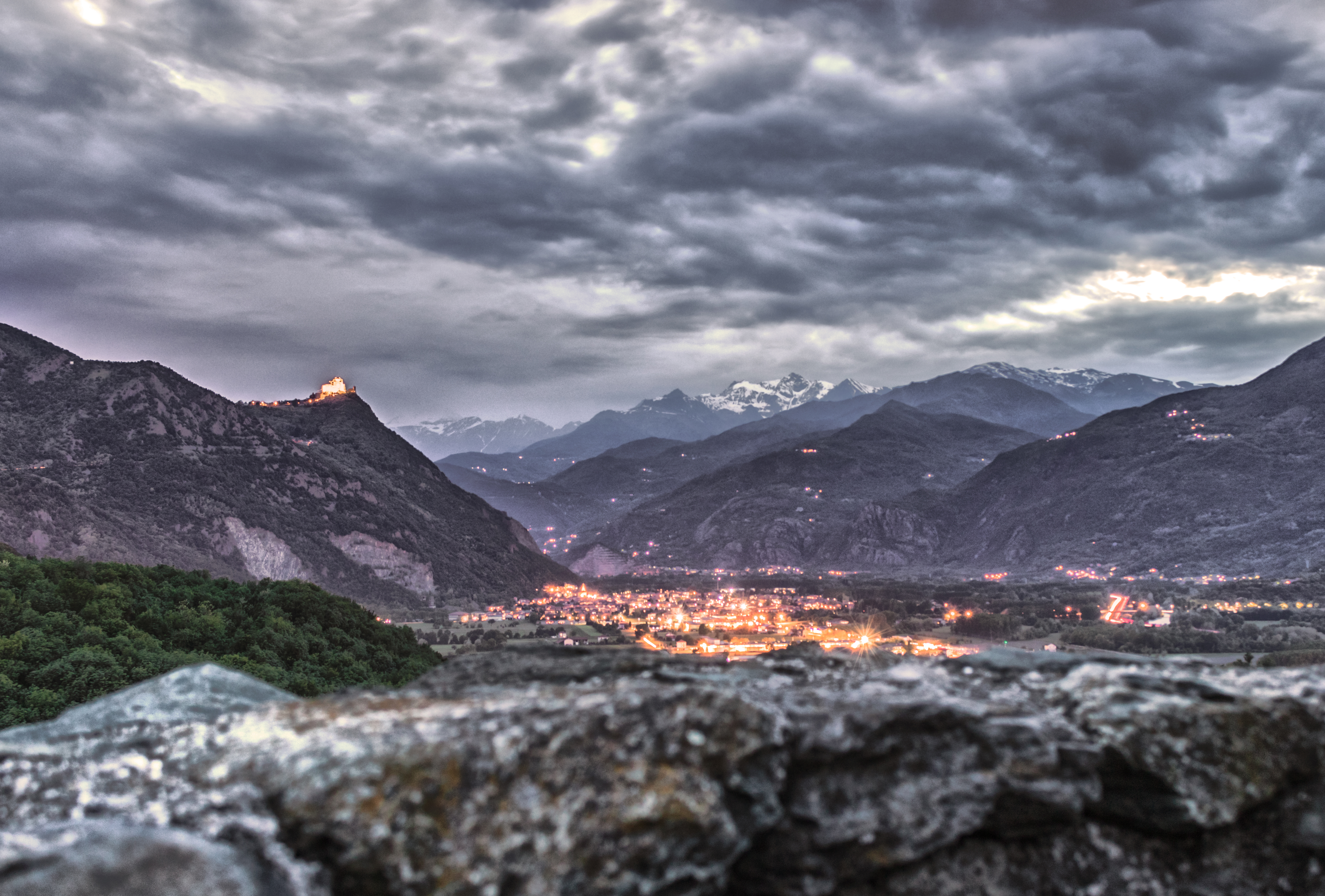
Panorama della Bassa Valle di Susa con Sant'Ambrogio e la Sacra San Michele
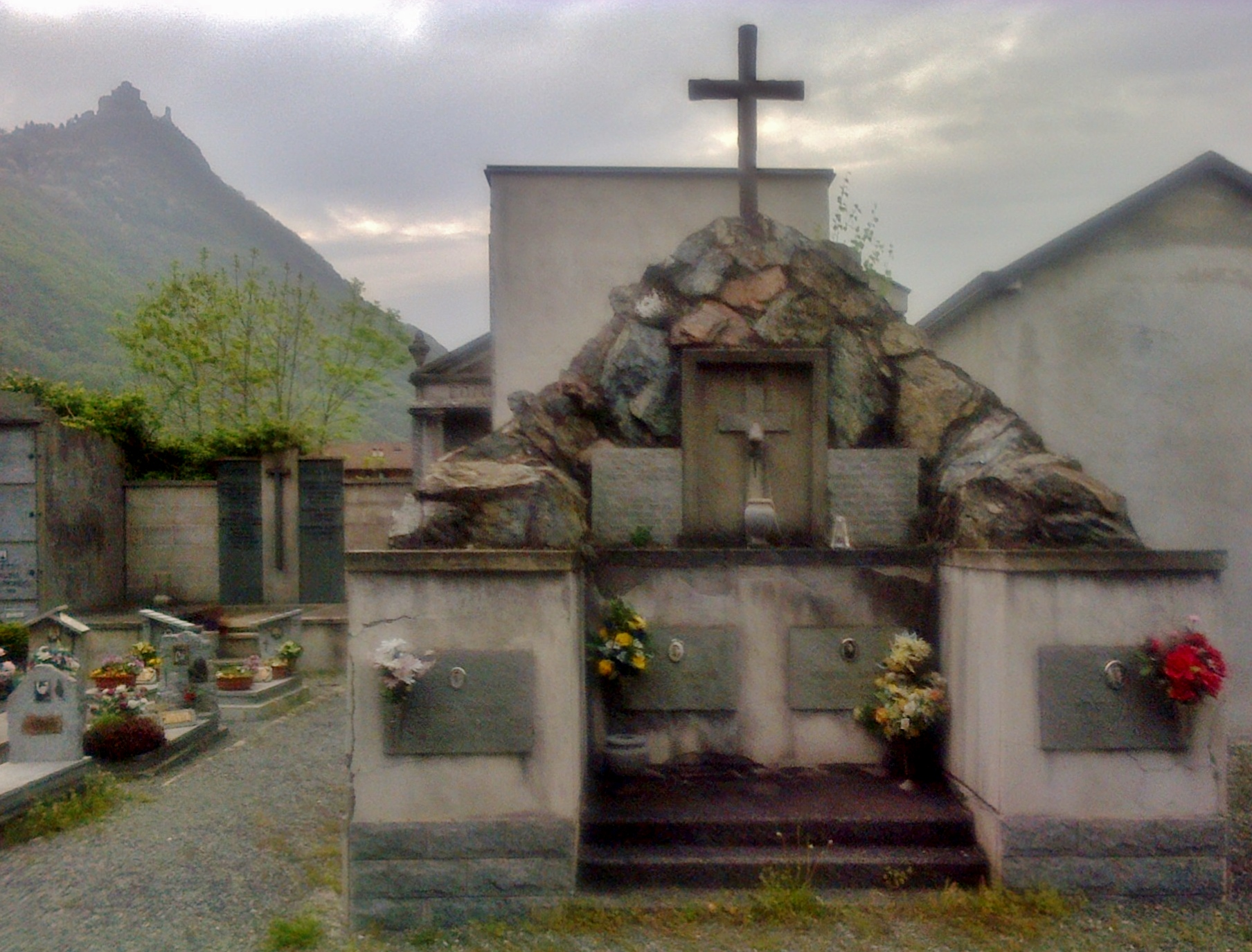
Tomba dei Partigiani della Seconda Guerra Mondiale presso il Cimitero di Sant'Ambrogio